# Reithrodontomys darienensis
Reithrodontomys (Aporodon) darienensis Pearson, 1839 è un roditore appartenente alla famiglia Cricetidae.

È stato trovato solo a Panama. Prende il nome dalla città di Darién.